# Lluna nova (pel·lícula)
Lluna nova (títol original en anglès His Girl Friday) és una comèdia estatunidenca de 1940 dirigida per Howard Hawks i interpretada per Cary Grant i Rosalind Russell. Destaca per la rapidesa del seu ritme i diàlegs.
És un remake de la pel·lículade Lewis Milestone Primera plana (1931), que al seu temps era una adaptació d'una comèdia de Broadway amb el mateix nom de Charles Lederer, Ben Hecht i Charles MacArthur. El 1974 Billy Wilder també en faria una altra versió de la mateixa història a The Front Page.
Aquesta turbulenta i grandiosa comèdia de Hawks retrata amb meticulositat la mitologia i les circumstàncies que imperaven als Estats Units dels anys 30. Era l'època de la depressió econòmica, en la que la corrupció i les conductes mafioses estaven a l'ordre del dia, deixant una petjada evident a la pel·lícula, que llança una freda mirada sobre el món sense moral. També es potencia el mite que el periodista és capaç d'esclarir els assumptes més tèrbols.

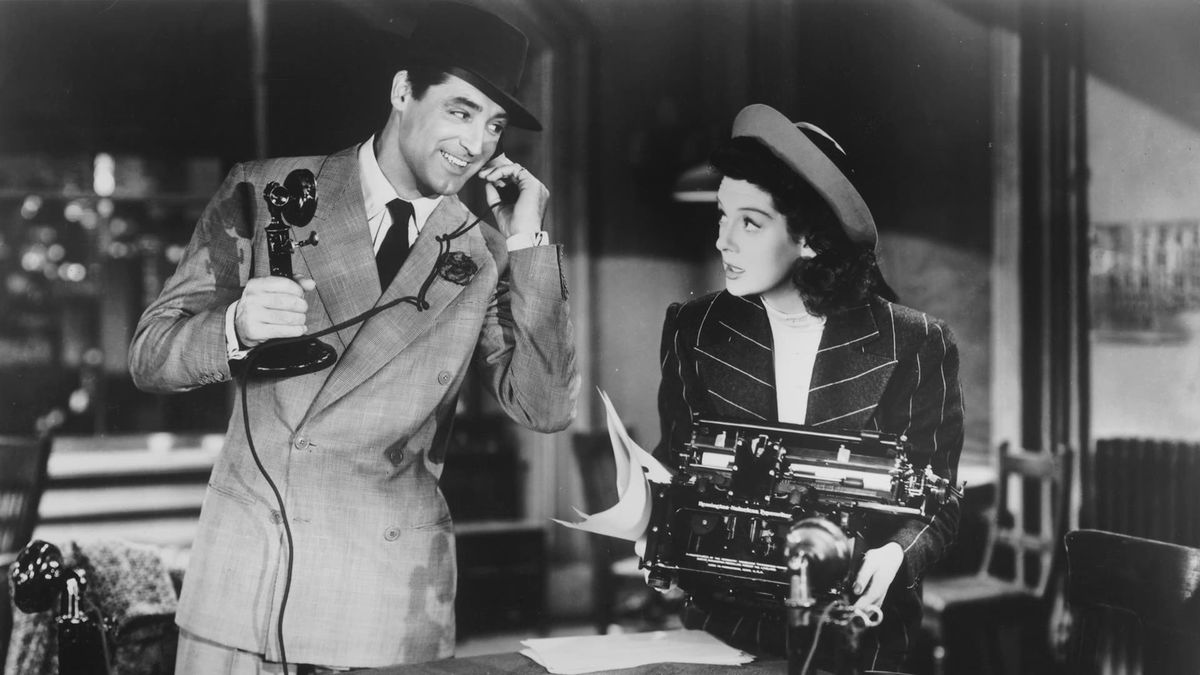
Cary Grant and Rosalind Russell.

En aquell temps es produïren infinitat de pel·lícules ambientades en redaccions i protagonitzades per periodistes. També, a mitjans de la dècada hi comencen a aparèixer dones que es dedicaven a aquesta professió i que s'encaraven als col·legues del sexe oposat des d'una posició d'igualtat. D'aquesta manera, la primera versió era protagonitzada per dos homes (Adolphe Menjou i Pat O'Brien, mentre que en aquesta segona el conflicte es converteix en una guerra de sexes que resulta divertida i dinàmica en part gràcies a les trepidants lluites dialèctiques, els diàlegs sobreposats i el comportament accelerat i carregat d'agudesa de Rosalind Russell i Cary Grant.
La comèdia romàntica assentaria les seves bases al següent decenni i es convertiria en una de les especialitats de Hawks, que ja l'havia tractat a Quina fera de nena! amb Katharine Hepburn i Cary Grant. Hawks també va utilitzar un subgènere nascut a mitjans dels 30 que eren les comèdies de segones bodes, en els quals es reflectien els problemes relacionats amb l'emancipació. Generalment solien acabar amb la reconciliació i la renúncia de la dona a la seva carrera. Pel que fa a Lluna nova, l'ofici compartit per ambdós membres permet que aparquin les seves diferències.

## Argument
Hildy Johnson (Rosalind Russell) és la millor reportera del diari Morning Post. Quan la periodista anuncia que deixarà el periodisme per casar-se, formar una família i dedicar-se a les tasques de la llar, Walter Burns (Cary Grant), que és alhora l'editor del diari i el seu exmarit, es negarà a acceptar-ho. Burns farà servir tota mena de trucs per intentar retenir-la a la seva plantilla i, de passada, intentarà reconquerir el cor de Hildy. Al final, serà més fort el seu instint periodístic i l'amor per Burns que no pas la idea d'una vida tancada a casa.

## Repartiment
- Cary Grant: Walter Burns
- Rosalind Russell: Hildegard "Hildy" Johnson
- Ralph Bellamy: Bruce Baldwin
- Alma Kruger: Mrs. Baldwin, mare de Bruce
- Gene Lockhart: Xèrif Peter B. Hartwell
- Clarence Kolb: Mayor Fred
- Abner Biberman: Louis "Diamond Louie" Palutso
- John Qualen: Earl Williams
- Helen Mack: Mollie Malloy
- Porter Hall: reporter Murphy
- Ernest Truex: reporter Roy V. Bensinger
- Cliff Edwards: reporter Endicott
- Roscoe Karns: reporter McCue
- Frank Jenks: reporter Wilson
- Regis Toomey: reporter Sanders
- Frank Orth: Duffy
- Billy Gilbert: Joe Pettibone
- Arthur Pat West: Warden Cooley
- Edwin Maxwell: Dr. Max J. Eggelhoffer